# 武州 (繁峙)
武州，东魏时设置的州。
东魏武定元年（543年）置武州，治雁门川（今山西繁峙县东）。武定三年（545年）始建武州州城（故治在今原平市北35公里官地乡），又设吐京县、新城县。辖境相当今山西省繁峙县附近。下辖齐郡、新安郡二郡，寄治在州城中。齐郡下辖昌国县、安平县。以吐京县、新城县设吐京郡。北齐改为北灵州，不久废除。